# Oleg Khorokhordine
Oleg Leonidovitch Khorokhordine (en russe : Олег Леонидович Хорохордин), né le 3 avril 1972 dans le village de Glouchinka, raïon de Kossikha, kraï de l'Altaï, RSFSR, URSS, est un homme d'État et une personnalité politique russe. Il est le chef de la république de l'Altaï de 2019 à 2024.

## Biographie
Il est le 3 avril 1972 dans le village de Glouchinka, raïon de Kossikha, kraï de l'Altaï.

### Éducation
En 1999, Oleg Khorokhordine est diplômé de la faculté d'économie de l'Académie d'économie et de droit de l'Altaï et, en 2000, du Département d'État et d'administration municipale. En 2003, il a terminé des études de troisième cycle à temps plein au Département de la fonction publique et de la politique du personnel de l'Académie russe d'administration publique sous la présidence de la fédération de Russie.
En 2003, il a soutenu sa thèse pour le diplôme universitaire de candidat ès sciences sociologiques sur le thème « L'État et les petites entreprises : interaction dans la formation des ressources humaines (analyse sociologique) » (spécialité 22.00.08. « Sociologie de gestion »).
En 2019, il complète la formation de la deuxième filière de formation de la réserve du personnel présidentiel à l'École supérieure d'administration publique RANEPA.

### Activité de travail
Après avoir obtenu mon diplôme et avant d'être enrôlé dans l'armée, il a travaillé à l'école secondaire no 106 de la ville de Barnaoul, au tribunal du district de Lénine de Barnaoul, à l'usine automobile de l'Altaï. Entre 1990 et 1992, il a effectué son service militaire sur le territoire de la RSS d'Ukraine.
En 2002-2003, il était spécialiste au département d'analyse sommaire de l'administration territoriale du ministère des Relations immobilières de Russie pour la région de Moscou. Entre 2004 et 2006, il était spécialiste en chef du département de coordination du travail du district fédéral central du bureau du Service fédéral de l'emploi de l'oblast de Moscou. En outre, de 2002 à 2006, il a travaillé comme conseiller en matière d'information et de soutien analytique auprès du bureau du représentant plénipotentiaire du président de la fédération de Russie dans le district fédéral central.
Depuis février 2006, il était conseiller, conseiller en chef, chef de département adjoint, assistant au bureau du président de la fédération de Russie pour la politique intérieure de l'administration du président de la Russie. Depuis décembre 2011, il était assistant, chef adjoint du secrétariat du vice-Premier ministre de la fédération de Russie Vladislav Sourkov, plus tard Arkady Dvorkovitch, puis Maxim Akimov. Dans l'administration présidentielle et dans l'appareil gouvernemental, il a supervisé la création et le développement du centre d'innovation de Skolkovo, s'est occupé des questions de coordination des activités de institutions de développement de l’innovation et coordonné la mise en œuvre de l’Initiative nationale technologique et du programme national « Économie numérique de la fédération de Russie ». En outre, depuis 2012, il a travaillé au conseil d'administration de l'opérateur de réseau fédéral dans le domaine des activités de navigation, et a été président du conseil d'administration.

### Chef de la république de l'Altaï
Le 20 mars 2019, il a été nommé chef par intérim de la république de l'Altaï, président du gouvernement de la république de l'Altaï  jusqu'aux élections qui auront lieu le jour du scrutin unique du 8 septembre 2019. Parmi les premiers pas de Khorokhordine, la Fondation sociologique "Politique de Saint-Pétersbourg" cite des réunions avec Alexandre Novak sur les tarifs de l'énergie et avec la directrice du tourisme touristique Zarina Doguzova sur le cluster touristique, un accord avec le chef des chemins de fer russes Oleg Belozerov sur la reprise des négociations sur apportant une ligne ferroviaire de Biïsk à la république de l'Altaï, une réunion avec les dirigeants de la Sberbank sur le développement de la station de ski de Manjerok, ainsi qu'avec le ministre de l'Agriculture Dmitri Patrouchev sur le développement du complexe agro-industriel de la région.
Le jour des élections, le 8 septembre 2019, avec un résultat de 58,82 % au premier tour des élections à la tête de la république de l'Altaï, il a gagné, et a pris ses fonctions le 1er octobre 2019. Le mandat prendra fin en 2024.

## Famille
Il a deux enfants. Depuis 2019, son fils Danil Khorokhodine (né en 1990) est diplômé de la faculté d'économie de l'université d'État de Moscou et s'est engagé dans une entreprise de capital-risque, sa fille Iaroslava (née en 1998) a obtenu un baccalauréat avec un diplôme en relations économiques internationales de l'Institut d'État des relations internationales de Moscou (MGIMO).

## Sanctions
Le 24 février 2023, le département d'État des États-Unis a inscrit Khorokhordine sur la liste des sanctions des personnes impliquées dans « la mise en œuvre des opérations russes et l'agression contre l'Ukraine, ainsi que la gestion illégale des territoires ukrainiens occupés dans l'intérêt de la fédération de Russie », notamment pour « la conscription de citoyens à la guerre en Ukraine ». Le 1er avril 2023, il a été inscrit sur la liste des sanctions de l'Ukraine en tant que « chef d'un organisme gouvernemental qui a soutenu/encouragé/approuvé publiquement les politiques de la fédération de Russie visant à mener des opérations militaires et le génocide de la population civile en Ukraine ». ». Le 18 décembre 2023, il a été soumis à des sanctions de l'UE pour sa participation active à la guerre de la Russie contre l'Ukraine en tant que chef d'une des régions par la mobilisation, l'approvisionnement du front et son soutien déclaré aux actions du président Poutine et de l'armée russe.